# Divize A 1981/1982
V soubojích 17. ročníku České divize A 1981/82 se utkalo 14 týmů dvoukolovým systémem podzim – jaro. Tento ročník začal v srpnu 1981 a skončil v červnu 1982.

## Nové týmy v sezoně 1981/82
Z 2. ligy – sk. A 1980/81 nesestoupilo do Divize A žádné mužstvo. Z krajských přeborů ročníku 1980/81 postoupilo vítězné mužstvo TJ Rudá hvězda Domažlice ze Západočeského krajského přeboru a VTJ Tábor "B" a TJ Rudá hvězda Volary ze Jihočeského krajského přeboru. Také sem byla přeřazena mužstva TJ Spartak Pelhřimov a TJ Braník Pragoflora z Divize C.

## Výsledná tabulka
| Poř. | Tým                      | Z  | V  | R  | P  | VG | OG | B  |
| ---- | ------------------------ | -- | -- | -- | -- | -- | -- | -- |
| 1.   | VTJ Tábor "B"            | 26 | 17 | 8  | 1  | 47 | 21 | 42 |
| 2.   | TJ Spartak Pelhřimov     | 26 | 16 | 8  | 2  | 64 | 28 | 40 |
| 3.   | TJ Rudá hvězda Sušice    | 25 | 12 | 7  | 6  | 49 | 21 | 31 |
| 4.   | TJ Lokomotiva Plzeň      | 26 | 13 | 5  | 8  | 57 | 33 | 31 |
| 5.   | TJ Okula Nýrsko          | 26 | 12 | 5  | 9  | 36 | 34 | 29 |
| 6.   | VTJ Písek                | 26 | 9  | 9  | 8  | 32 | 30 | 27 |
| 7.   | TJ Tatran Prachatice     | 26 | 9  | 7  | 10 | 39 | 47 | 25 |
| 8.   | TJ ČZ Strakonice         | 26 | 9  | 7  | 10 | 25 | 35 | 25 |
| 9.   | TJ VS Tábor              | 26 | 9  | 6  | 11 | 29 | 35 | 24 |
| 10.  | TJ Braník Pragofolra     | 25 | 8  | 5  | 12 | 29 | 35 | 21 |
| 11.  | TJ Rudá hvězda Volary    | 26 | 5  | 10 | 11 | 16 | 38 | 20 |
| 12.  | TJ Fezko Strakonice      | 26 | 7  | 5  | 14 | 36 | 52 | 19 |
| 13.  | TJ Spartak Písek         | 26 | 5  | 5  | 16 | 18 | 51 | 15 |
| 14.  | TJ Rudá hvězda Domažlice | 26 | 8  | 7  | 15 | 33 | 48 | 23 |

Poznámky:
- Z = Odehrané zápasy; V = Vítězství; R = Remízy; P = Prohry; VG = Vstřelené góly; OG = Obdržené góly; B = Body
- Mužstvo VTJ Tábor "B" nemohlo postoupit protože vyšší soutěž hrál už jeho A-tým.

|  | Postup do 3. ligy – sk. A 1982/83                |
|  | Sestup do příslušného oblastního přeboru 1982/83 |